# Volksabstimmungen in der Schweiz 1951
Dieser Artikel bietet eine Übersicht der Volksabstimmungen in der Schweiz im Jahr 1951.
In der Schweiz fanden 1951 auf Bundesebene drei Volksabstimmungen statt, im Rahmen dreier Urnengänge am 25. Februar, 15. April und 8. Juli. Dabei handelte es sich um zwei Volksinitiativen (davon eine mit dazugehörendem Gegenentwurf) und ein fakultatives Referendum.

## Abstimmung am 25. Februar 1951

### Ergebnis
| Nr. | Vorlage | Art | Stimm- berechtigte | Abgegebene Stimmen | Beteiligung | Gültige Stimmen | Ja      | Nein    | Ja-Anteil | Nein-Anteil | Stände | Ergebnis |
| --- | --- | --- | ------------------ | ------------------ | ----------- | --------------- | ------- | ------- | --------- | ----------- | ------ | -------- |
| 155 | Bundesbeschluss über den Transport von Personen und Sachen mit Motorfahrzeugen auf öffentlichen Strassen (Autotransportordnung) | FR  | 1'408'346          | 738'034            | 52,40 %     | 718'046         | 318'232 | 399'814 | 44,32 %   | 55,68 %     | –      | nein     |

### Autotransportordnung
Das Verkehrsteilungsgesetz, das den Güterverkehr hätte regulieren sollen, war 1935 in einer Volksabstimmung gescheitert. Daraufhin setzte der Bund 1940 eine befristete Autotransportordnung (ATO) per Dringlichkeitsrecht in Kraft und verlängerte sie 1945 um weitere fünf Jahre. Nach dem Scheitern einer weiteren Gütertransportordnung an der Urne im Jahr 1946 blieb die ATO das einzige staatliche Regulativ für den gewerbsmässigen Personen- und Gütertransport auf der Strasse. 1950 wollten der Bundesrat und das Parlament die ATO um weitere drei Jahre verlängern. Gegen diesen Beschluss ergriffen die Migros und der LdU erfolgreich das Referendum. Sie bezeichneten die ATO als verfassungswidrige und ungebührliche Einschränkung der Handels- und Gewerbefreiheit sowie als kartellistisches «Zunftgesetz», das tüchtige Jungunternehmer vom Markt fernhalte. Zu den Befürwortern gehörten alle Wirtschaftsverbände sowie der Schweizerische Gewerkschaftsbund und die meisten Parteien. Sie präsentierten die Regulierung des Strassentransportwesens als zentralen Baustein einer Verkehrsordnung, die auch dem Schienenverkehr ihre Existenzberechtigung verschaffe. Ohne ATO seien nicht nur ein ruinöser Wettbewerb und Sozialdumping zu befürchten, sondern auch ein Mangel an armeetauglichen Lastwagen. Die Abstimmenden verwarfen die Vorlage relativ deutlich, nur in sechs Kantonen resultierten Ja-Mehrheiten.

## Abstimmungen am 15. April 1951

### Ergebnisse
| Nr. | Vorlage | Art | Stimm- berechtigte | Abgegebene Stimmen | Beteiligung | Gültige Stimmen | Ja      | Nein    | Ja-Anteil | Nein-Anteil | Stände | Ergebnis |
| --- | --- | --- | ------------------ | ------------------ | ----------- | --------------- | ------- | ------- | --------- | ----------- | ------ | -------- |
| 156 | Bundesbeschluss über das Volksbegehren betreffend die Revision des Artikels 39 der Bundesverfassung (Freigeldinitiative) | VI  | 1'408'275          | 747'604            | 53,09 %     | 710'770         | 088'486 | 622'284 | 12,45 %   | 87,55 %     | 0:22   | nein     |
| 156 | Gegenentwurf zur Freigeldinitiative                                                                                      | GE  | 1'408'275          | 747'604            | 53,09 %     | 710'770         | 490'326 | 209'663 | 68,99 %   | 31,01 %     | 22:0   | ja       |

### Freigeldinitiative
1949 reichte die Liberalsozialistische Partei, die der Freigeldlehre anhing, eine Volksinitiative ein, mit der die Nationalbank auf das Ziel der Preisstabilität verpflichtet werden sollte. Ferner sollten Banknoten uneingeschränkt und ohne Pflicht zur Golddeckung als gesetzliches Zahlungsmittel erklärt werden. Nach der Ablehnung des Nationalbankartikels im selben Jahr waren Banknoten weiterhin nur befristet gültig, weshalb der Bundesrat die Ablehnung der Initiative empfahl und gleichzeitig einen Gegenentwurf präsentierte (siehe unten). Das Parlament folgte der Empfehlung. Die Liberalsozialisten priesen ihre Initiative als Mittel zur Erreichung der Preisstabilität und verwiesen auf die mit der Inflation einhergehenden Kaufkraftverluste von Löhnen und Ersparnissen. Durch die Steuerung des Geldumlaufs könne die Nationalbank künftige Krisen verhindern. Die Gegner hielten die Ziele der Initiative für unterstützungswürdig, die Freigeldlehre für deren Umsetzung jedoch grundsätzlich für untauglich. Mit einer Zustimmung von knapp über einem Zehntel der Abstimmenden war die Initiative chancenlos.

### Gegenentwurf
Mit dem Gegenentwurf sollte der Notenbankartikel in der Bundesverfassung an die aktuellen Gegebenheiten angepasst werden. Zu diesem Zweck sollte die Zuständigkeit der Nationalbank für die mittlerweile zentral gewordene Kredit- und Währungspolitik verankert werden. Andererseits sollten Banknoten auch hier dauerhaft zu gesetzlichen Zahlungsmitteln erklärt werden, ohne jedoch die psychologisch wichtige Golddeckung aufzugeben. Neben den Liberalsozialisten lehnte auch der LdU den Gegenentwurf ab, während alle anderen Parteien und die grossen Wirtschaftsdachverbände die Annahme empfahlen. Mehr als zwei Drittel der Abstimmenden und alle Kantone befürworteten den Gegenentwurf, der klar angenommen wurde.

## Abstimmung am 8. Juli 1951

### Ergebnis
| Nr. | Vorlage | Art | Stimm- berechtigte | Abgegebene Stimmen | Beteiligung | Gültige Stimmen | Ja      | Nein    | Ja-Anteil | Nein-Anteil | Stände | Ergebnis |
| --- | --- | --- | ------------------ | ------------------ | ----------- | --------------- | ------- | ------- | --------- | ----------- | ------ | -------- |
| 157 | Eidgenössische Volksinitiative «zur Heranziehung der öffentlichen Unternehmungen zu einem Beitrag an die Kosten der Landesverteidigung» | VI  | 1'409'091          | 529'098            | 37,58 %     | 507'582         | 165'713 | 341'869 | 32,65 %   | 67,35 %     | –      | nein     |

### Beitrag an die Kosten der Landesverteidigung
Ein dem Gewerbe und dem Freisinn nahestehendes Komitee reichte 1946 eine Initiative ein, welche die Besteuerung öffentlicher Unternehmen im Besitz von Kantonen und Gemeinden verlangte. Der Ertrag sollte für die Landesverteidigung verwendet werden. Ausgenommen waren Kranken-, Versorgungs- und Bildungsanstalten sowie Unternehmen mit vorwiegend sozialem, kulturellem oder kirchlichem Zweck. Somit wären insbesondere Wasser-, Gas- und Elektrizitätswerke, Verkehrsbetriebe, Schlachthöfe, Kantonalbanken und Elementarschadenversicherungen betroffen gewesen. Da die Initiative als allgemeine Anregung formuliert war, erforderte sie kein Ständemehr. Der Bundesrat liess sich mit der formellen Behandlung Zeit und lehnte sie schliesslich vier Jahre später ab, das Parlament folgte ihm fast einstimmig. Den Initianten ging es vor allem darum, dass öffentliche und private Unternehmen mit gleich langen Spiessen wirtschaften sollen. Die Gegner, zu denen praktisch alle Parteien gehörten, betrachteten die Initiative als Schlag gegen die Souveränität der Kantone. Ausserdem sei die Steuererhebung insbesondere bei öffentlichen Betrieben ohne eigene Rechtspersönlichkeit schwierig und führe zu einer Aufblähung der Verwaltung. Bei einer sehr tiefen Stimmbeteiligung scheiterte die Initiative deutlich.